# 名和神社
名和神社（なわじんじゃ）は、鳥取県西伯郡大山町（旧名和町）にある神社で、名和長年を祭る。旧社格は別格官幣社。建武中興十五社の一社である。社紋は、名和氏の家紋の帆懸船である。

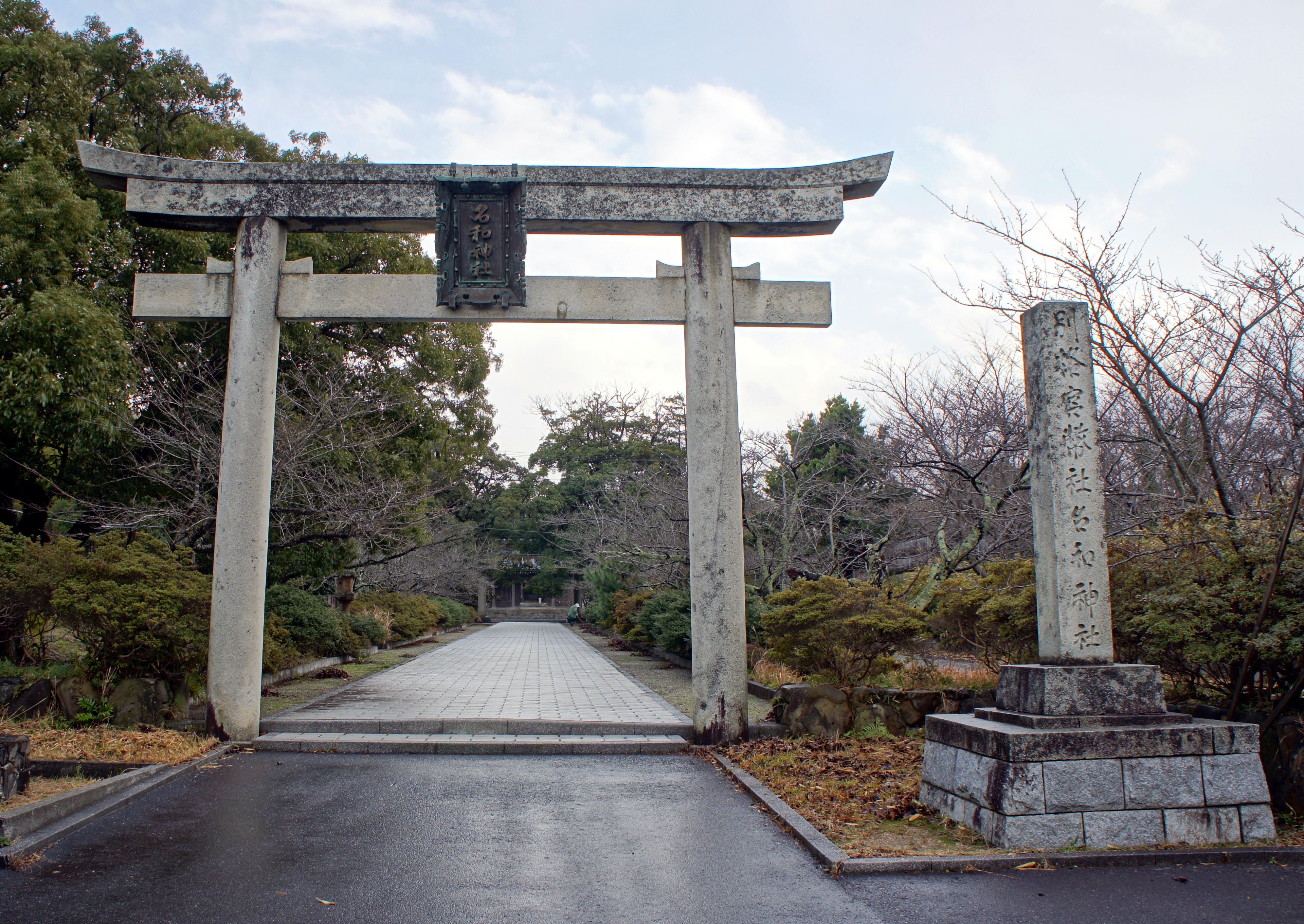
鳥居

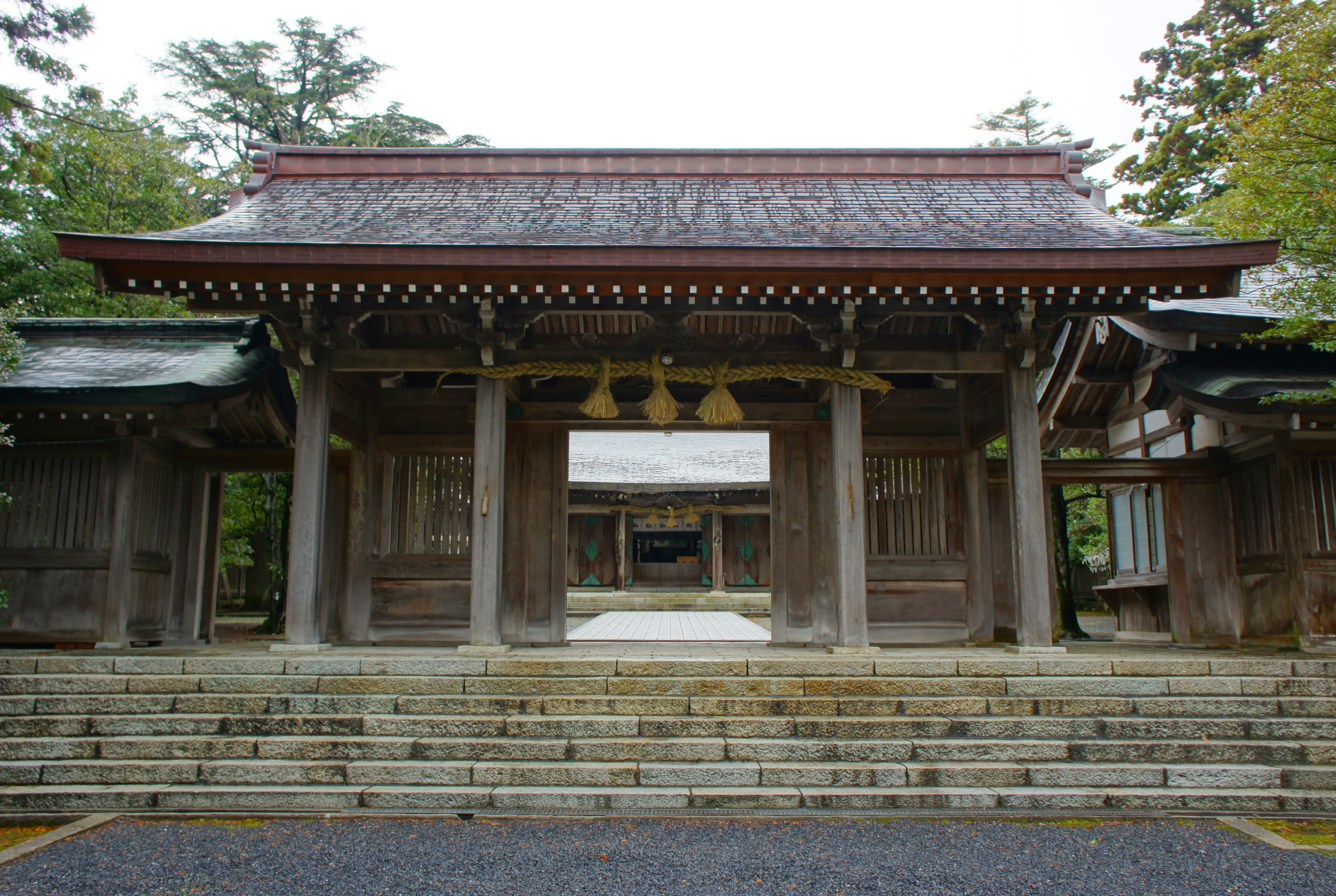
楼門

## 祭神
名和長年を主祭神とし、名和一族以下42名を合祀する。名和長年は鎌倉時代末に隠岐国から脱出した後醍醐天皇を迎えて倒幕に功があり、南北朝時代には南朝について戦った武将である。
- 名和義高 - 長年の長男。延元3年堺浦安部野（石津の戦い）で討死[注釈 1]。
- 名和高光 - 長年の三男。延元元年10月山城国西坂本で討死。
- 名和泰長 - 長年の弟 （三弟）。元弘3年2月29日に出雲国で自害。
- 名和行泰 - 長年の弟 （九弟）。建武2年伯耆国の船上山で自害。
- 名和長重 - 長年の甥。
- 名和義重 - 長年の甥、長義の嫡男。延元3年堺浦安部野で討死。
- 名和高通 - 長重の甥。助高の二男。延元元年6月30日京内野で討死。
- 名和高政 - 長重の甥。高通の弟。正平7年4月2日伯耆国で討死。
- 名和長氏 - 長年の甥。行氏の三男。正平3年4月25日八幡で討死。
- 名和貞氏 - 長氏の弟。延元元年6月30日京内野で討死。
- 名和高長 - 長年の甥。高重の二男。延元元年6月30日京内野で討死。
- 名和高年 - 長年の甥。高法の二男。延元元年6月30日京内野で討死。
- 名和行重 - 長年の従兄弟の子。名和長村の孫、行村の嫡男。延元3年5月22日堺浦安部野で討死。
- 名和秀村 - 長年の従兄弟の子。名和長村の孫、頼村の長男。延元3年5月22日堺浦安部野で討死。
- 名和五郎兵衛尉 - 長年の従兄弟の子。名和長村の孫、惟村の嫡男。正平7年4月2日伯耆国で討死。
- 名和重村 - 五郎兵衛尉の弟。延元2年5月22日堺浦安部野で討死。
- 名和興村 - 正平7年4月2日伯耆国で討死。
- 名和信貞 -  長年の従兄弟。行貞の嫡男。延元元年6月30日京内野で討死。
- 名和広貞 - 長年の従兄弟の子。信貞の二男。延元3年5月22日堺浦安部野で討死。
- 名和広次 - 長年の従兄弟の子。広貞の弟か。延元元年6月30日京内野で討死。
- 名和助貞 - 長年の従兄弟。信貞の弟。元弘3年4月8日二条大宮で討死。
- 名和助重  - 長年の従兄弟。助貞の弟か。延元元年6月30日京内野で討死。
- 名和長信 - 長貞の嫡男。正平7年3月18日伯耆国で討死。
- 名和高直 - 直行の嫡男。正平8年備前国富岡で討死。
- 名和行実 - 長年の従兄弟。行忠の嫡男。正平7年4月3日伯耆国で討死。
- 名和助国 - 長年の従兄弟。高助の嫡男。延元元年6月30日京内野で討死。
- 名和高国 - 長年の従兄弟の子。助国の嫡男。延元元年越前国坂南で討死。
- 内河真信 - 長年の執事。延元元年6月5日山城国西坂本で討死。
- 内河真親 - 内河真信の二男。延元元年1月播磨国書写山で自害。
- 内河真員 - 内河真信の甥。長祐の嫡男。元弘3年4月8日二条大宮で討死。
- 内河右真 - 内河真信の甥。真員の弟。延元元年6月5日山城国西坂本で討死。
- 内河右弘 - 内河真信の甥。右真の弟。延元元年6月5日山城国西坂本で討死。
- 内河義法 - 内河真信の孫。義真の四男。天授4年9月29日肥後国府で討死。
- 内河右景 - 延元3年5月22日堺浦安部野で討死。
- 内河武景 - 延元3年5月22日堺浦安部野で討死。
- 内河国時 - 延元元年6月30日京内野で討死。
- 河迫義元 - 延元元年6月30日京内野で討死。
- 河迫忠頼 - 延元元年6月30日京内野で討死。
- 荒松忠成 - 延元3年5月22日堺浦安部野で討死。
- 香原林元親 - 延元元年6月30日京内野で討死。
- 小鴨幸清 - 延元元年6月30日京内野で討死。
- 土屋宗清 - 正平7年4月8日八幡で討死。

## 歴史
承応・明暦の頃（1652年 - 1658年）、名和長年の威徳を慕う地元の人々によって、名和邸跡とされる場所に小祠が建立されたのに始まる。延宝5年（1677年）、鳥取藩主となった池田光仲が長年を崇敬し、名和邸跡の東方の日吉坂の山王権現の社地に新たに社殿を造営して遷座し、山王権現を末社として「氏殿権現」と称した。
明治初めの関係者の説明によると、神社の再興を志したのは光仲の子綱清で、毎年わずかな祭祀料をあてがった。くだって幕末の藩主池田慶徳が従来の小祠のそばに碑を立て、祀主を任じようと考えたが、果たせぬうちに廃藩になった。
1873年（明治7年）に県社に列し、「氏殿神社」と改称した。
1876年（明治9年）6月22日、鳥取県が、名和氏の功績は楠木氏に比肩するから県社にとどめず国幣社格にしてほしいと内務省に伺を出した。10月には氏殿神社の祀官糟谷末枝が教部省に、11月には池田慶徳が宮内省に、それぞれ別格官幣社にしてほしいと願い出た。そして12月16日に島根県が二人の請願を後押しする伺を教部省に出した。翌1877年（明治10年）の夏、池田慶徳は島根県庁から鳥取に至る道筋で氏殿神社に参拝し、その衰退を目撃した。慶徳はまもなく亡くなり、11月28日に子の輝知が父の遺志を継いで社格を進めることを請願した。このとき既に内務省も別格官幣社に列する方針を固めており、輝知の請願を受けて太政官にその実施を促した。こうして1878年（明治11年）1月10日、氏殿神社の社号を名和神社に改定し、別格官幣社に列することを太政官が決定し、名和長重以下の将士を配祀すべきことを命じた。
この年、1878年（明治11年）の5月11日に、宮内省式部寮の式部頭坊城俊政は、名和神社の例祭日は談山神社以下の例により、長年が卒した日を太陽暦に換算して定めるとして、その日を延元元年6月晦日（30日）から紀元（皇紀）1991年8月15日と計算した。21日に例祭日が式部寮の具申通りに決定された。
懸案だった老朽社殿の建築のためには島根県と内務省が案を練り、明治11年度から3か年、国から4769円21銭6厘の交付を見込んでの工事許可を1879年（明治12年）1月17日に得た。1881年（明治14年）には外構・玉垣・厠なども国の費用で造ることになった。社殿は1882年（明治15年）に完成し、1883年（明治16年）3月10日に遷座式が執り行われた。式では、勅使として参向した鳥取県令山田信道が、宮内省から下げ渡された新しい鏡を従来の神像にかわる霊代として奉納し、祭文を読誦した。

### 年表
- 1876年（明治9年）6月22日 - 鳥取県が内務省に氏殿神社の国幣社昇格を願った。
- 10月28日 - 糟谷末枝が教部省に別格官幣社への昇格を願い出た。
- 11月 - 池田慶徳が宮内省に別格官幣社への昇格を願い出た。
- 12月16日 - 島根県が教部省に別格官幣社への昇格を願い出た。
- 1877年（明治10年）夏 - 池田慶徳が参拝。
- 10月20日 - 内務省が別格官幣社に列するのを当然とする。
- 11月28日 - 池田輝知が宮内省に父の遺志の実現を願った。
- 12月11日 - 内務省が太政官に輝知の建言を上申した。
- 1878年（明治11年）1月10日 - 太政官が氏殿神社を名和神社と改名し、別格官幣社に列させた。
- 5月11日 - 宮内省が例祭日を8月15日とすべしと太政官に上申した。
- 5月21日 - 太政官が例祭日が8月15日に定めた。
- 6月19日 - 島根県が内務省に社殿建築の目論見帳を出した。
- 8月31日 - 内務省が島根県に社殿建築案につき指令を出した。
- 11月15日 - 島根県が建築案を修正し、位置図面などを添えて伺を出した。
- 12月21日 - 内務省が太政官に名和神社改築につき伺を出した。
- 12月25日 - 太政官調査局が伺の通り改築を許可されるべきとした。
- 1879年（明治12年）1月17日 - 名和神社改築が太政官に認められた。
- 1879年（明治12年）10月30日 - 太政官が別格官幣社の中での名和神社の順序を湊川神社の次にすると定めた[9]。
- 1883年（明治16年）3月10日 - 遷座式。